# Christian Mühlbacher

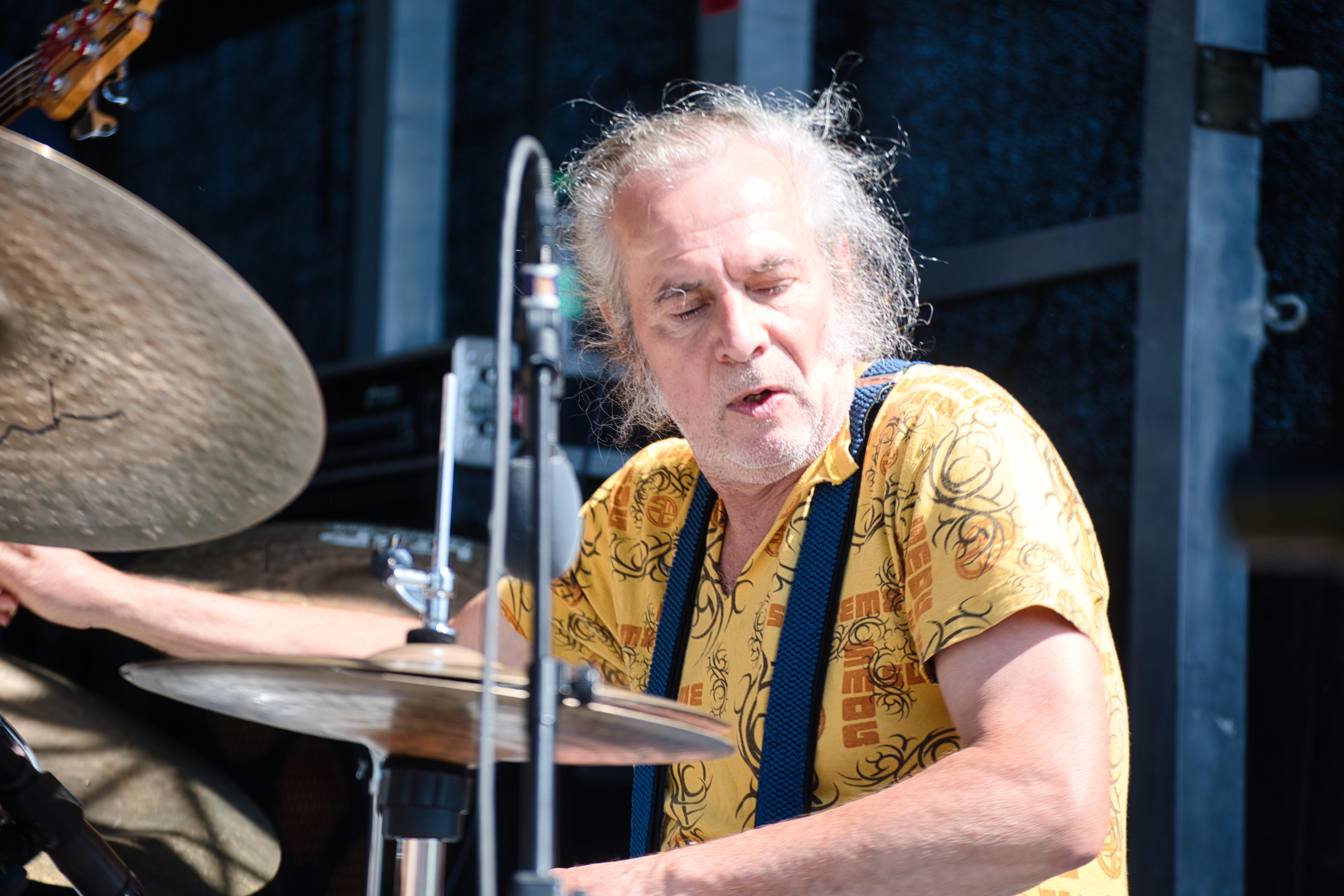
Christian Mühlbacher & Friends mit einer Hommage an Anton Bruckners 4. Symphonie auf dem INNtöne Jazzfestival 2024.

Christian Mühlbacher (* 1. Februar 1960 in Wien) ist ein österreichischer Komponist und Schlagzeuger.

## Leben und Wirken
Mühlbacher studierte Schlagzeug und Komposition an der Musikhochschule Wien. Anschließend arbeitete er als Perkussionist in verschiedenen Ensembles für Neue Musik. Außerdem gründete er die Bigband „Nouvelle Cuisine“ (gemeinsam mit Christoph Cech), für die er auch komponiert. Er war auch Mitgründer und Mitglied der Ensembles „Go 4 it“, „5.4.xx“ und „Diphtongs“ und schreibt auch Stücke für das Bläserensemble „Pro Brass “, dem er auch als Musiker und künstlerischer Leiter angehört. Er ist weiterhin auf Platten mit Sigi Maron, Ronnie Urini, Max Nagl oder Chet Baker zu hören und trat auch mit Django Bates, Elliott Sharp, Gerald Preinfalk oder Werner Dafeldecker auf.

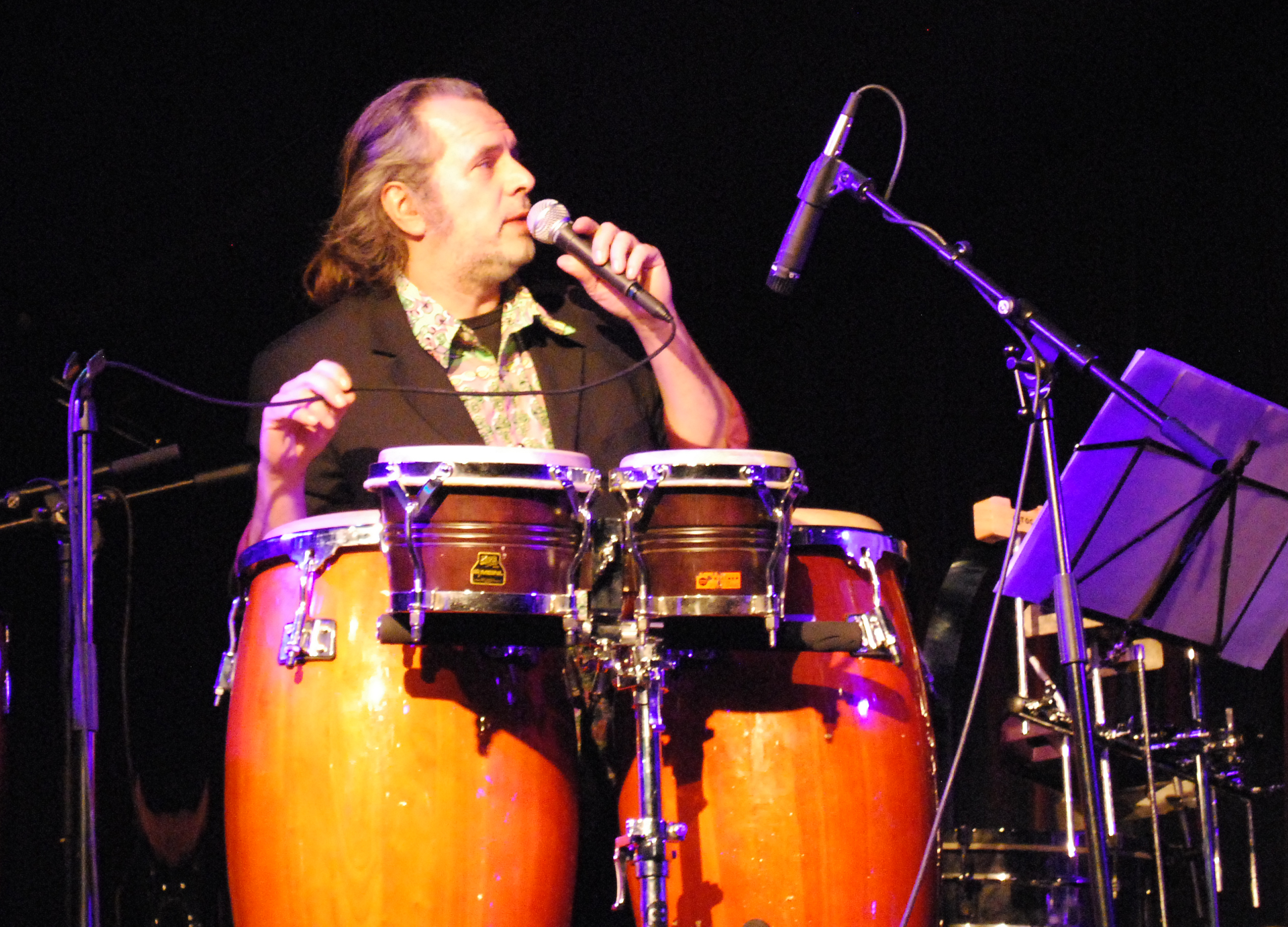
Christian Mühlbacher bei einem Konzert mit Nouvelle Cuisine, 2009

Weitere Kompositionen schrieb er für Ensembles unterschiedlichster Besetzung (etwa für das Klangforum Wien, Ensemble die reihe Wien, das Mozarteum-Orchester Salzburg, das Wiener Posaunenquartett, das „Bösze Salonorchester“ oder das „Janus Ensemble“). Er verfasste auch diverse Film- und Theatermusiken. In seiner kompositorischen Tätigkeit überschreitet er die Grenzen zwischen Jazz, Rock- und europäischer Kunstmusik.
Seit 1998 lehrt er Jazztheorie und Arrangement an der Universität für Musik und darstellende Kunst Wien, des Weiteren am dortigen Gustav Mahler Konservatorium und an der Anton Bruckner Privatuniversität in Linz. Auch unterrichtet er auf der JAM MUSIC LAB – Privatuniversität für Jazz und Popularmusik Wien.

## Preise und Auszeichnungen
- 1984 Austro Mechana Art Orchestra Preis.
- 1994 Big-Band-Kompositionswettbewerb Leibnitz '94:  4. Rang.
- 1995 Gustav-Mahler-Kompositionspreis der Stadt Klagenfurt: 2. Rang
- 1998 Staatsstipendium für Komposition der Republik Österreich
- 1998 Preis der Erste Bank.

## Diskographische Hinweise
- Chamber Jungle (DVD + CD)
- Nouvelle Cuisine: Mozart Revisited
- Nouvelle Cuisine: gDoon
- Mühlbacher´s USW,...: 5.4.97-2006 (CDs & DVDs)